# Sandra Hall
Sandra L. Hall (Atlanta, 1948 –) amerikai blues- és soulénekesnő, dalszerző. Atlantában a „Blues császárának” nevezik. Hall az Atlanta Blues Társaság tiszteletbeli tagja.

| Sandra Hall                               | Sandra Hall                               |
| Kattints az alábbi külső linkek egyikére! | Kattints az alábbi külső linkek egyikére! |
| ----------------------------------------- | ----------------------------------------- |
| Nem található szabad kép.(?)              |                                           |
| külső link · jogvédett                    | Sandra Hall                               |

## Pályafutása
Sandra Hall négyéves korától énekelt egy templomban, majd duót alakított nővérével, Barbarával Soul Sisters néven. Később megalakította az Exotics-ot, ahol énekelt és táncolt - leginkább a Royal Peacock Clubban, amely az egyik legfontosabb atlantai éjszakai klub volt. Az Exotics számos turnézásra volt alkalmas ezen a helyszín. Otis Redding, Joe Tex és a The Temptations is fellépett ott.
Az 1960-as években Sandra Hall ápolónőnek készült. Pénzét énekesként, go-go- és sztiztáncosnőként és kereste meg. Ez idő alatt nevelte fel a lányát is. Miközben már félprofi énekesnő volt, főállásban még ápolónőként dolgozott. Színpadi műsorát úgy állította össze, hogy pikáns számokat tartalmazzon bizonyos célzásokkal. Ismertebb dalai között szerepelt a „Big Long Slidin' Thing”, a „One Drop Will Do You” és a „Pump Up Your Love”. Hall élő fellépéseire az Ichiban Records felfigyelt, és 1995-ben kiadták bemutatkozó szólóalbumát, a „Showin' Off”-ot. Ugyanebben az évben Hall ott volt a Sarasota Blues Fest-en.
Továbbra is nagyrészt Atlanta környékén dolgozott, de felvételei érdekében európai turnékra indult, amelyek során fellépett a Montreux-i Jazz Fesztiválon is.
Második albuma, a „One Drop Will Do You” 1997-ben jelent meg. 2001-ben önállóan adta ki a „Miss Red Riding Hood” című lemezét. Hall fellépett a W. C. Handy Blues és Barbecue Fesztiválon 2005-ben. Fellépései során összebarátkozott Shemekia Copelanddel, és mentorálta őt pályafutása elején.
2011-ben megjelent a Julius Daniels Memorial Blues Fesztiválon. Hall ma is fellép az atlantai Blind Willie'sben.

## Albumok
- 1995: Showin' Off
- 1997: One Drop Will Do You
- 2001: Miss Red Riding Hood
- 2002: American Roots: Blues
- 2007: Red Bone Woman (Sandra Hall & Gnola Blues Band)